# 武重邦夫
武重 邦夫（たけしげ くにお、1939年5月21日 - 2015年7月2日）は、日本の映画監督。日本映画学校、日本映画大学相談役。株式会社シネマネストJAPAN映画製作研究所代表。

## 人物
1939年愛知県名古屋市生まれ。早稲田大学教育学部卒業。1965年今村昌平率いる今村プロ結成に参加。1975年、今村昌平とともに横浜放送映画専門学院（現・日本映画大学）を設立。同校の専務理事を務める。
1988年新宿映画祭創設。1995年にはしんゆり映画祭を創設する。
カンヌ国際映画祭パルムドール賞を受賞した『楢山節考』をはじめ、今村昌平作品の助監督やプロデュースを多数手がける。
監督作は、文部大臣賞受賞の『民と匠の伝説』（1994年）等。映画プロデューサーとしても活躍していた。
2015年7月2日、癌のため死去。

## 主な作品

### 映画
- 『復讐するは我にあり』（副プロデューサー・1977年）
- 『ええじゃないか』（プロデューサー・1979年）
- 『人間蒸発』（録音・1967年）
- 『ユリ子からの手紙』（監督・1981年）
- 『楢山節考』（助監督・1983年）
- 『君は裸足の神を見たか』（企画・1986年）
- 『女衒 ZEGEN』（プロデューサー・1987年）
- 『バナナシュート裁判』（プロデューサー・1987年）
- 『らせんの素描』（プロデューサー・1991年）
- 『友だちのいる孤独』（製作・1991年）
- 『民と匠の伝説』（監督・1994年）
- 『Challenged』（プロデューサー・1998年）
- 『利休･幻の茶室』（監督・2002年）
- 『掘るまいか』（プロデューサー・2003年）
- 『いのちの作法』（製作総指揮・2007年）
- 『葦牙　あしかび　こどもが拓く未来』（製作総指揮・2009年）
- 『1000年の山古志』（企画・2009年）
- 『3つの港の物語』（プロデューサー・2009年）
- 『だんらんにっぽん』[プロデューサー・2011年)
- 『父をめぐる旅』(共同監督・2012年)
- 『物置のピアノ』(企画・製作・2014年)

### テレビ
- 『飢餓海峡』（制作・1978年）

### 戯曲
- 『黒念仏殺人事件』（1981年）
- 『旅人たちの南十字星』（1986年）